# Akte Ex
Akte Ex (bis 2014: Heiter bis tödlich: Akte Ex) ist eine deutschsprachige Vorabend-Krimiserie, die in Weimar spielt, und die bis zur 2. Staffel zur Reihe Heiter bis tödlich gehörte und seit dem 18. September 2012 im Ersten erstausgestrahlt wurde. Die Serie umfasst drei Staffeln mit insgesamt 24 Folgen.

## Inhalt

### Erste Staffel
Kriminalhauptkommissarin Kristina Katzer, die ihren Dienst im Polizeikommissariat Weimar verrichtet, bekommt einen neuen Kollegen zur Seite gestellt, der aufgrund einer Liaison mit der Frau seines ehemaligen Vorgesetzten strafversetzt wurde. Wie sich herausstellt, handelt es sich bei dem neuen Kollegen um Lukas Hundt, den ehemaligen Freund von Katzer, mit dem sie vor etlichen Jahren eine Affäre hatte, aus der ihre Tochter Jule hervorging. Lukas gegenüber hat Kristina dies jedoch verheimlicht, sodass er nicht weiß, das er Jules Vater ist. Genauso wenig weiß Jule, dass es sich bei dem neuen Kollegen ihrer Mutter um ihren Vater handelt. Am Ende der ersten Staffel verrät Kristina Lukas, dass Jule seine Tochter ist.

### Zweite Staffel
Lukas Hundt und Kristina Katzer sind mittlerweile ein eingespieltes Team. Es gibt wie immer viel zu tun in Weimar, sodass das gesamte Team des Kommissariats gefordert ist. Gefordert wird auch Lukas Hundt, der versucht, in seine Rolle als Vater hineinzuwachsen. Obwohl er sich dabei gar nicht so schlecht anstellt, traut ihm Kristina wenig zu. Das erschwert nicht nur das berufliche, sondern auch das private Verhältnis der beiden Kommissare. Erschwerend kommt hinzu, dass Kristina einen neuen Freund hat, den Kampfsportlehrer Alexander Rick, was die Situation nicht gerade leichter macht. 

### Dritte Staffel
Es kommt, wie es kommen muss, nach einer gemeinsamen Nacht schmieden die frisch Verliebten Zukunftspläne. Ein Missverständnis sorgt jedoch dafür, dass ihre Beziehung sehr schnell wieder auf Eis gelegt wird, da Lukas Kristina ein Date mit Yvette verschwiegen hat. Zwar ist es dort nur zu einem Kuss gekommen, dass Lukas das verheimlicht hat, nimmt Kristina ihm allerdings sehr übel, nachdem sie es herausgefunden hat. Um ihrer Tochter Willen besuchen beide schließlich die Paartherapeutin Dr. Simone Nüssele-Dövedin, die offensichtlich Gefallen an Hundt findet. Kristina und Lukas bleiben erst einmal ein Paar, bis Lukas wutentbrannt aus einer Sitzung bei Nüssele-Dövedin davonrennt.
Obwohl Kristina und Lukas beruflich gut miteinander harmonieren, überträgt sich das nicht auf ihr Privatleben. Als die Paartherapeutin Nüssele-Dövedin dann bei Lukas erscheint, ist das Maß für Kristina voll. Lukas bemüht sich daraufhin, seine alte Stelle in Berlin zurückzubekommen. Zum Abschied gesteht er Kristina, dass er sie ehrlich und von Herzen liebe und hofft, dass sie genauso empfindet und ihm das endlich sagt. Im dramatischen Showdown wird Lukas angeschossen und kommt ins Krankenhaus. Während er dort um sein Leben kämpft, wird Kristina klar, dass sie ihn auf keinen Fall verlieren möchte. Sie gesteht ihm ihre Liebe.

## Figuren
Kristina Katzer
Kristina Katzer ist Hauptkommissarin in Weimar. Sie ist eine gute und pflichtbewusste Polizistin, allerdings hält sie sich nicht immer an die konventionellen Methoden, was ihr aber auch manchmal bei der Lösung eines Falles hilft. Sie hat eine Tochter namens Jule, mit der sie zusammen bei ihrer Mutter wohnt. Mit ihrem Kollegen Lukas Hundt kommt sie nicht immer so gut aus, was nicht selten daran liegt, dass er der Vater ihrer Tochter ist und Kristina Katzer sich noch nicht so richtig daran gewöhnen kann, dass Lukas nun zur Familie gehört.
Lukas Hundt
Lukas Hundt ist Hauptkommissar  bei der Kriminalpolizei Weimar. Man kann nicht sagen, dass er ein schlechter Kommissar ist, doch Lukas Hundt ist schnell aufbrausend und hält sich nicht immer an die Vorschriften. Vielleicht gerade deshalb verfolgt er häufig die richtige Spur und bildet zusammen mit seiner Kollegin Kristina Katzer, jedenfalls beruflich, ein super Team. Privat ist das nicht immer so, denn der charmante Frauenschwarm kommt mit seiner Vaterrolle noch nicht so gut zurecht und glänzt häufig durch Unpünktlichkeit oder Abwesenheit.
Elli Katzer
Elli Katzer ist die Mutter von Kristina Katzer und lebt zusammen  mit ihrer Tochter und ihrer Enkelin auf dem eigenen Weingut in Weimar. Sie sieht sich immer wieder als Streitschlichterin zwischen Kristina und Lukas Hundt, was bei ihrer Tochter allerdings nicht immer so gut ankommt.
Jule Katzer
Jule Katzer ist die Tochter von Kristina Katzer und Lukas Hundt. Sie erfährt erst spät, dass Lukas ihr Vater ist. Als ihre Mutter ihr schließlich die Wahrheit erzählt, ist Jule darüber sehr glücklich, weil sie sich schon vorher gut mit Lukas verstanden hatte. Allerdings ist sie auch manchmal von ihrem Vater enttäuscht, wenn dieser sie wieder mal sitzenlässt.
Yvette Müller
Yvette Müller ist die Sekretärin bei der Polizei in Weimar. Sie hilft den beiden Kommissaren so gut sie kann, indem sie zum Beispiel Verdächtige ausfindig macht oder Alibis überprüft. Und obwohl der Dank an Yvette meistens zu kurz kommt, versteht sie sich gut mit den beiden. Lukas Hundt versucht sogar manchmal mit einem kleinen Flirt bei ihr zu landen.
Dr. Leo Sturm
Dr. Leo Sturm ist der zuständige Rechtsmediziner der Kripo Weimar. Er liebt seinen Beruf genauso wie seine frisch angetraute Ehefrau und beides lässt ihn manchmal gar nicht zur Ruhe kommen.
Alexander Rick
Alexander Rick ist Kampfsportlehrer. Kristina Katzer und er haben sich bei einem gemeinsamen Training kennengelernt und sind sich dabei näher gekommen.

## Sonstiges
In dem 90-minütigen Serienspezial Bis zur letzten Sekunde der ARD-Serie In aller Freundschaft, das am 25. Dezember 2013 ausgestrahlt wurde, kam es zu einem Crossover mit den Darstellern von Akte Ex. Katzer und Hundt sind in Leipzig auf der Durchreise und übernehmen dabei spontan einen Entführungsfall in der Sachsenklinik. Die Einschaltquote lag bei 4,57 Mio. Zuschauer (Marktanteil 14,3 %). Die Dreharbeiten dazu fanden vom 15. August bis zum 12. September 2013 statt. Auf Grund dieses Crossovers spielen die beiden Serien in einem gemeinsamen Serienuniversum, zu dem durch In aller Freundschaft auch die Serien Tierärztin Dr. Mertens, Schloss Einstein, Marienhof, Verbotene Liebe und In aller Freundschaft – Die jungen Ärzte gehören.

## Hintergrund
Die Serie wurde im Auftrag der ARD von der Saxonia Media Filmproduktion GmbH produziert, die auch für In aller Freundschaft verantwortlich ist. Gedreht wurde die erste Staffel zwischen dem 11. April 2012 und dem 10. Juli 2012 in Weimar und Umgebung. Die zweite Staffel mit weiteren acht Folgen wurde vom 4. Juni 2013 bis September 2013 ebenfalls dort gedreht. Die Ausstrahlung dieser zweiten Staffel wurde am 5. November 2013 gestartet. Die dritte Staffel wurde von Mai bis August 2014 gedreht und die Ausstrahlung begann am 2. Februar 2016.
Weitere Folgen sind derzeit nicht geplant.

## Episodenliste

### Staffel 1
| Nr. (ges.) | Nr. (St.) | Originaltitel              | Erstausstrahlung |
| ---------- | --------- | -------------------------- | ---------------- |
| 1          | 1         | Endlich Prinzessin         | 18. Sep. 2012    |
| 2          | 2         | Mord am Weinberg           | 25. Sep. 2012    |
| 3          | 3         | Der fröhliche Mönch        | 2. Okt. 2012     |
| 4          | 4         | Im Rausch der Ermittlungen | 9. Okt. 2012     |
| 5          | 5         | Schweinkram                | 23. Okt. 2012    |
| 6          | 6         | Fernweh                    | 30. Okt. 2012    |
| 7          | 7         | Ommm                       | 6. Nov. 2012     |
| 8          | 8         | Die Prophezeiung           | 13. Nov. 2012    |

### Staffel 2
| Nr. (ges.) | Nr. (St.) | Originaltitel             | Erstausstrahlung |
| ---------- | --------- | ------------------------- | ---------------- |
| 9          | 1         | Treu bis ins Grab         | 5. Nov. 2013     |
| 10         | 2         | Ohne Spritze              | 12. Nov. 2013    |
| 11         | 3         | Waschen–Schleudern–Morden | 19. Nov. 2013    |
| 12         | 4         | Auf Entzug                | 26. Nov. 2013    |
| 13         | 5         | Verlorene Nacht           | 3. Dez. 2013     |
| 14         | 6         | Der Informant             | 10. Dez. 2013    |
| 15         | 7         | Kleinvieh macht auch Mist | 17. Dez. 2013    |
| 16         | 8         | Drei sind einer zuviel    | 7. Jan. 2014     |

### Staffel 3
| Nr. (ges.) | Nr. (St.) | Originaltitel         | Erstausstrahlung |
| ---------- | --------- | --------------------- | ---------------- |
| 17         | 1         | Die Lüge              | 2. Feb. 2016     |
| 18         | 2         | Bei Aufguss Mord      | 9. Feb. 2016     |
| 19         | 3         | Zieht euch aus!       | 16. Feb. 2016    |
| 20         | 4         | Abgesang              | 23. Feb. 2016    |
| 21         | 5         | Zum Sterben schön     | 1. März 2016     |
| 22         | 6         | Der tote Buchhändler  | 8. März 2016     |
| 23         | 7         | Der Tote aus dem Moor | 15. März 2016    |
| 24         | 8         | Die letzten Tage      | 22. März 2016    |